# Đà Bắc (thị trấn)
Đà Bắc là thị trấn huyện lỵ của huyện Đà Bắc, tỉnh Hòa Bình, Việt Nam.

## Địa lý
Thị trấn Đà Bắc nằm ở phía đông huyện Đà Bắc, có vị trí địa lý:
- Phía đông giáp xã Toàn Sơn
- Phía tây giáp xã Cao Sơn
- Phía nam giáp xã Hiền Lương
- Phía bắc giáp xã Tú Lý.

Thị trấn Đà Bắc có diện tích 14,84 km², dân số năm 2018 là 7.472 người, mật độ dân số đạt 504 người/km².

## Lịch sử
Trước thập niên 1980, huyện lỵ huyện Đà Bắc đặt tại Chợ Bờ, một khu dân cư nằm ở tả ngạn sông Đà thuộc xã Vầy Nưa. Sau do xây dựng công trình thủy điện Hòa Bình, toàn bộ khu vực Chợ Bờ bị ngập dưới lòng hồ nên huyện lỵ chuyển về xã Tu Lý.
Ngày 26 tháng 12 năm 1990, thành lập thị trấn Đà Bắc, thị trấn huyện lỵ huyện Đà Bắc trên cơ sở một phần diện tích và dân số của xã Tu Lý.
Năm 2018, thị trấn Đà Bắc có diện tích 5,32 km², dân số là 5.347 người, mật độ dân số đạt 1.005 người/km².
Ngày 17 tháng 12 năm 2019, Ủy ban Thường vụ Quốc hội ban hành Nghị quyết số 830/NQ-UBTVQH14 về việc sắp xếp các đơn vị hành chính cấp huyện, cấp xã thuộc tỉnh Hòa Bình (nghị quyết có hiệu lực từ ngày 1 tháng 1 năm 2020). Theo đó, sáp nhập toàn bộ 9,52 km² diện tích tự nhiên và 2.125 người của 4 xóm: Tầy Măng, Hương Lý, Kim Lý, Mó La của xã Tu Lý vừa giải thể vào thị trấn Đà Bắc.
Sau khi sáp nhập, thị trấn Đà Bắc có diện tích 14,84 km², dân số là 7.472 người.